# Серболужицкий дом
Сербский дом в Баутцене и Котбусе
Серболужицкий дом (в.-луж. Serbski dom) — наименование зданий, которые расположены на Почтовой площади, д. 2 в городе Баутцен и на улице Август-Бебель-штрассе в Котбусе (Германия).

## История
Прежние здания Сербского дома в Баутцене
Современное здание Сербского дома было построено на месте разрушенной в годы Второй мировой войны средней школы имени Лессинга вместо разрушенного в 1945 году Лужицкого дома, который располагался в городском районе Лавские гребы. До 1937 года в Лужицком доме, построенном в 1904 году, находилась администрация лужицкой просветительской организации «Матица сербская» и Сербский музей.
8 августа 1947 года был заложен первый кирпич современного Серболужицкого дома. При строительстве дома трудились представители лужицких молодёжных организаций.
В настоящее время в Серболужицком доме находятся администрации лужицких организаций «Домовина», «Фонд серболужицкого народа», «Сербская культурная информация», Верхнелужицкая языковая комиссия и редакция радио «Serbski rozhłós».
В Серболужицком доме также находится Музей лужицкой литературы.

## Память
- В 1966 года Почта ГДР выпустила почтовую марку с изображением Серболужицкого дома и логотипом «Домовины».